# Zeg kwezelken wilde gij dansen

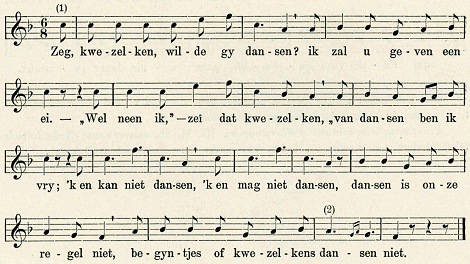
Muzieknotatie uit "Het oude Nederlandsche lied" (1905).

Zeg, kwezelken, wilde gij dansen is een volksliedje dat vooral bekend is in Vlaanderen, al bestaat het in Nederland ook, soms met de beginregel 'Zeg kwezeltje wil jij dansen?' Tegenwoordig heeft het de status van kinderlied.
Het vrolijke liedje is een spotlied dat vrome vrouwtjes, kwezels, begijnen en/of nonnen belachelijk maakt. Het ganse lied door probeert de ik-persoon een kwezeltje tot dansen te verleiden en biedt hierbij allerlei zaken aan. Het kwezeltje wijst de persoon iedere keer resoluut af, tot hij haar voorstelt een man te zullen geven. Deze belofte overtuigt haar ogenblikkelijk om toch mee te dansen en wel 'al wat ik kan'.
De tekst en melodie, zoals die in een aantal volksliederenbundels voorkomt en zoals we die tegenwoordig kennen, stamt uit 1848 en is afkomstig van blz. 290-291 uit de bundel: Oude Vlaemsche liederen van Jan Frans Willems. Volgens de begeleidende tekst was het een van Willems' favoriete liedjes.

## Tekst
Liedtekst volgens de uitgave van Willems:
Zeg Kwezelken, wilde gy dansen!
Ik zal u geven een ei.
Wel neen ik, zeî dat Kwezelken,
Van dansen ben ik vry;
'k En kan niet dansen,
'k En mag niet dansen,
Dansen is onze regel niet,
Begyntjes of Kwezelkens dansen niet.
Zeg Kwezelken, wilde gy dansen?
Ik zal u geven een koe.
Wel neen ik, zeî dat Kwezelken,
Van dansen word ik te moe;
'k En kan niet dansen, enz.
Zeg kwezelken, wilde gy dansen?
Ik zal u geven een paerd.
Wel neen ik. zeî dat Kwezelken,
't En is my 't dansen niet waerd;
'k En kan niet dansen, enz.
Zeg Kwezelken, wilde gy dansen?
Ik zal u geven een man.
Wel ja ik, zeî dat Kwezelken,
'k Zal al doen wat ik kan;
Ik kan wel dansen,
Ik mag wel dansen,
Dansen is onze regel wel,
Begijntjes en Kwezelkens dansen wel.

## In populaire cultuur
- De vierde beweging van de Vlaamse dansen van Jan Blockx gebruikt dit volksliedje als thema.
- Het lied werd in 1994 uitgevoerd door Sam Gooris en was zelfs een kleine Vlaamse hit.
- In het Jommeke-album De bruid van El Toro veroorzaken een stier en een koe een dansfeest in een stierenvechtersarena. Een van de begijntjes sleurt Filiberke mee de arena in met de woorden: "Komaan, begijntjes en kwezeltjes dansen wél."